# Holtbyrnia innesi
Holtbyrnia innesi är en fiskart som först beskrevs av Fowler, 1934.  Holtbyrnia innesi ingår i släktet Holtbyrnia och familjen Platytroctidae. Inga underarter finns listade i Catalogue of Life.